# Scott Wittman
Scott Wittman (Nanuet, 16 novembre 1954) è un paroliere e regista teatrale statunitense.

## Biografia
Nato e cresciuto a Nanuet, Scott Wittman studiò all'Emerson College per due anni prima di abbandonare l'università per lavorare a Broadway. Iniziò la sua carriera teatrale come regista nell'Off-Broadway, dove conobbe il compositore Marc Shaiman. Successivamente lavorò come regista per i concerti di star internazionali come Bette Midler e Raquel Welch. 
Nel 2002 scrisse i testi del musical Hairspray, che gli valse il Drama Desk Award al miglior paroliere e il Tony Award alla migliore colonna sonora originale, condiviso con Shaiman. Insieme a Shaiman scrisse anche la colonna sonora del musical Catch Me If You Can (2011) e quella del film Il ritorno di Mary Poppins (2018). Wittman scrisse i testi per le nove canzoni che Shaiman compose per il film e per il brano "The Place Where Lost Things Go" furono entrambi candidati all'Oscar alla miglior canzone. In carriera ha vinto un premio Emmy, due Grammyed un Tony.

### Vita privata
È dichiaratamente gay.